# Myxine garmani
Myxine garmani är en ryggsträngsdjursart som beskrevs av Jordan och John Otterbein Snyder 1901. Myxine garmani ingår i släktet Myxine och familjen pirålar. IUCN kategoriserar arten globalt som sårbar. Inga underarter finns listade i Catalogue of Life.